# Колос (Новоалександровська сільська рада)
Ко́лос (рос. Колос) — селище у складі Рубцовського району Алтайського краю, Росія. Входить до складу Новоалександровської сільської ради.

## Населення
Населення — 37 осіб (2010; 37 у 2002).
Національний склад (станом на 2002 рік):
- росіяни — 95 %